# 南海不動産
南海不動産株式会社（なんかいふどうさん）は、大阪府大阪市浪速区に本社を置く南海グループの不動産会社である。南海電気鉄道100%出資の連結子会社。

## 概要
南海グループで不動産販売業（分譲業）を担っており、「ヴェリテ」ブランドのマンション分譲、戸建て分譲、不動産賃貸、不動産仲介などを実施している。
南海東京ビルディング（東京都中央区銀座5丁目15番1号）を所有している。

## 沿革
- 1987年（昭和62年）4月24日 - 株式会社南海ホーム設立[2]。
- 2001年（平成13年）2月 - 株式会社南海東京ビルディング及び南海不動産株式会社と合併し、南海不動産株式会社に商号変更[2]。